# アサバガレイ
アサバガレイ（浅羽鰈、浅場鰈、学名:Lepidopsetta mochigarei）は、カレイ科の海水魚である。 学名は1911年にジョン・オターベイン・スナイダーによって命名された。

## 特徴
温帯域に棲息する底生魚で、体長は最大40cmになる。

## 分布
北西太平洋の朝鮮半島東岸、日本の福井県及び宮城県からオホーツク海南部にかけて棲息する。

## 利用
食用魚であるが、他魚種を狙ったトロール漁で混獲される所謂外道である。市場では同属のシュムシュガレイ（占守鰈、Lepidopsetta polyxystra）と混称される為、注意が必要である。
カレイ類の中では大型になり、身が肉厚で柔らかいわりに価格が安く、食用カレイとして人気がある。